# Paul Harel
Pour les articles homonymes, voir Harel.
Paul Harel, né à Échauffour le 18 mai 1854 et mort le 7 mars 1927, est un poète et aubergiste français.

## Biographie
Fils d’un avocat de Saint-Lô, Paul Harel court les champs plus qu’il ne fréquente l’école. Il est mis en apprentissage à l’âge de quatorze ans chez le pharmacien de Montreuil-l'Argillé, où il vend des onguents tout en apprenant un peu de latin chez le curé local. De seize à dix-neuf ans, il est typographe à Nogent-le-Rotrou, où il imprime les œuvres de Paulin Paris, Gaston Paris et Paul Meyer
Théophile Féret a dit de lui : 

« Depuis les Rimes de broche et d’épée, tout le monde connaît le cabaretier d’Échauffour, et depuis les Souvenirs d’auberge, il a annexé sa grande salle à la littérature normande. Avant Barrès, il a dégagé quelques-unes des intimes correspondances entre la lignée, le sol et le culte ancestral. Il a voulu nous raciner à la terre natale. »

Dans la préface de son premier recueil, Sous les pommiers, paru en 1879, Paul Harel a pris soin d’expliquer pourquoi il embrassé la profession d’hôtelier : « Mon père était avocat, mon grand-père aubergiste ; j’ai repris le métier de celui-ci par amour du pittoresque. J’ai cru devoir donner ce mauvais exemple à mes contemporains, en un temps où les fils de la terre désertent leurs foyers, où la vie des ancêtres est inconnue, sinon dédaignée. » S’il n’a pas regretté son choix, c’est bien aussi un peu parce que, pour lui, « le grand secret de tout est dans la charité », et que l’ancestrale profession lui permet de pratiquer cette vertu sur une large échelle en accueillant chez lui les miséreux, les gueux qui passent sur la route :
Voici la Misère qui passe,

Ouvre la porte à deux battants !
— La Bonne Auberge
Paul Harel a été aimé en retour. Il jouit, dans son pays, d’une popularité de bon aloi. « Dans l’Orne, dit encore Féret, on lui porte une tendresse religieuse. »
Paul Harel a chanté les charmes de la nature et la vie rurale avec une sincérité et une simplicité qui n’excluent ni le pittoresque ni la grandeur. Dans son dernier volume, qu’il préfère aux autres, Les Heures lointaines (1903), il puise surtout son inspiration dans la foi, qu’il ne conçoit point sans la charité. En 1895, il fut appelé à diriger, à Paris, une grande revue catholique, La Quinzaine. Mais les splendeurs de la capitale ne purent lui faire oublier son pays natal : aimant la simplicité rustique, il résigna bientôt ses fonctions directoriales pour retourner à Échauffour.
L'Académie française lui décerne le prix Montyon (1887), le prix Kastner-Boursault (1896), le prix Lambert (1899 et 1912) et le prix Vitet (1922).

## Principales publications
- Sous les pommiers, poésies, 1879
- Gousses d'ail et fleurs de serpolet, 1881
- Les Vingt-Huit Jours du caporal Ballandard, 1882
- Rimes de broche et d’épée, 1883
- Aux champs, 1886
- Gustave Le Vavasseur, 1888
- La Hanterie, 1889
- Souvenirs d’auberge, 1894
- Gorgeansac. La Petite Marthe. Le Nez du cousin Barnabé, 1898
- À l’Enseigne du Grand-Saint-André, 1906
- Ernest Millet, 1904
- La Vie et le mystère ; sonnets, 1921
- Les Larmes, 1895
- Les Voix de la glèbe, 1895, prix Kastner-Boursault de l'Académie française en 1896
- Œuvres choisies, 1897
- Le Demi-sang, roman, 1898
- Les Heures lointaines, 1902
- Ernest Millet, 1904
- Œuvres : Heures lointaines. Aux champs. Voix de la glèbe. Poèmes inédits, 1904
- En forêt, 1906
- Hobereaux et villageois, 1911
- Mme de La Galaisière, 1913
- Poèmes mystiques et champêtres, 1914
- Devant les morts, poèmes de guerre, 1918
- La Vie et le Mystère, sonnets, 1921
- Poèmes à la gloire du Christ, suivis de poésies diverses, 1928
- Poèmes mystiques et champêtres, 1914
- La Marquise de Fleuré, 1923

Théâtre
- L'Herbager, pièce en 3 actes, en vers, Paris, Théâtre de l'Odéon, 19 septembre 1891

## Pour approfondir